# Georg Solmssen

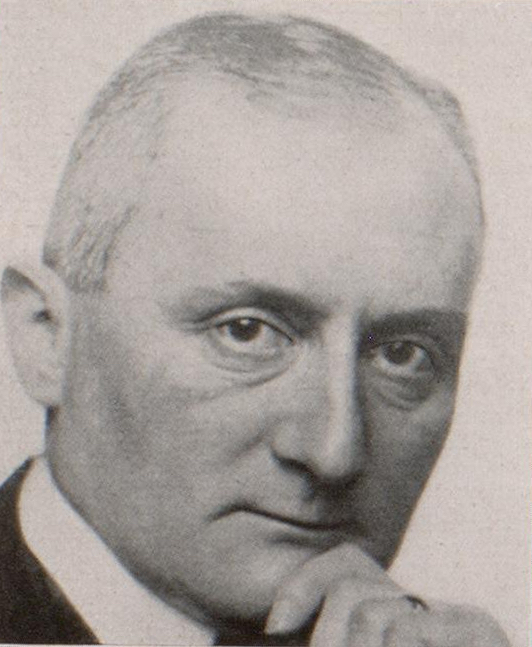
Georg Solmssen (um 1928)

Georg Solmssen (eigentlich Georg Adolf Salomonsohn) (* 7. August 1869 in Berlin; † 10. Januar 1957 in Lugano) war ein deutscher Bankier. Er war einer der Geschäftsinhaber der Disconto-Gesellschaft und 1933 Vorstandssprecher der Deutschen Bank. Berühmt wurde er durch seinen Brief vom 9. April 1933, in dem er Adolf Hitlers Pläne für das jüdische Volk vorhersah. Die Geschichte der Bankiersfamilie greift Solmssens Neffe Arthur Solmssen in seinem Roman A Princess in Berlin (1980) auf.

## Leben
Georg Salomonsohn wurde als Sohn des früheren Inhabers der Disconto-Gesellschaft Adolph Salomonsohn (1831–1919) und seiner Frau Sara, geb. Rinkel, geboren. Nach dem Gymnasium studierte er Rechtswissenschaften. Er schloss mit einer Promotion zum Dr. jur. über die Bauhandwerkergesetzgebung ab. Anschließend trat er in den preußischen Justizdienst ein und arbeitete unter anderem als Gerichtsassessor in Frankfurt (Oder).
Am 2. April 1900 trat der Jurist vom Judentum zum Protestantismus über; am 10. August desselben Jahres änderte er seinen Familiennamen von Salomonsohn zu Solmssen.
Ebenfalls 1900 schied er als Gerichtsassessor aus dem Staatsdienst aus und trat in die Disconto-Gesellschaft ein. 1904 stieg er dort zum Direktor auf, wobei der Schwerpunkt seiner Tätigkeit auf der rumänischen Erdölwirtschaft lag. Am 5. November 1911 wurde er in den Kreis der Geschäftsinhaber der Bank aufgenommen.
Georg Solmssen war besonders auf Industriefinanzierung spezialisiert. Enge Kontakte pflegte er zur Montanindustrie im Westen des deutschen Kaiserreichs. Daneben reformierte er den Schaaffhausen’schen Bankverein und bereitete dessen Fusion mit der Disconto-Gesellschaft 1914 vor.
Wie schon vor dem Ersten Weltkrieg war Solmssen auch nach Kriegsende verschiedentlich geschäftlich in den USA. Dort trug er maßgeblich zum Wiederanschluss Deutschlands an das internationale Telegraphennetz bei. Er war daher auch Aufsichtsratsvorsitzender der Deutsch-Amerikanischen Telegraphengesellschaft. Auch in anderen Großunternehmen nahm Solmssen Aufsichtsratsmandate wahr. Darunter waren die Deutsche Lufthansa AG und die Vereinigten Stahlwerke. Außerdem gehörte er unter anderem den Verwaltungsräten der Reichsbank und der Reichspost an. Seit 1929 war er rumänischer Generalkonsul und trat im selben Jahr der jüdischen Gesellschaft der Freunde bei. Auch dem Vorläufigen Reichswirtschaftsrat gehörte er an. Von 1930 bis 1933 war er Vorsitzender des Centralverbandes des Deutschen Banken- und Bankiersgewerbes. Er war auch Mitglied im Deutschen Herrenklub.
Daneben war Solmssen auch als Vortragsredner tätig. Diese Beiträge veröffentlichte er 1934 in zwei Bänden als Beiträge zur Deutschen Politik und Wirtschaft 1900–1933. Im Jahr 1928 erneuerte er die von seinem Vater ins Leben gerufene Adolph-Salomonsohn-Stiftung zur Förderung des Studiums der Naturwissenschaften als Adolph-und-Sara-Salomonson-und-Georg-Solmssen-Stiftung, die wohl 1941 aufgelöst wurde.
Nach der Verschmelzung der Disconto-Gesellschaft mit der Deutschen Bank 1929 gehörte er deren Vorstand an. Nachdem der jüdische Vorstandssprecher Oscar Wassermann noch vor der Hauptversammlung 1933 aus dem Amt gedrängt worden war, wurde Solmssen für kurze Zeit Vorstandssprecher und leitete die Jahreshauptversammlung von 1933. Bereits 1934 wurde er selbst aus dem Vorstand verdrängt und emigrierte in die Schweiz, gehörte aber noch bis 1937 dem Aufsichtsrat der Deutschen Bank und Disconto-Gesellschaft an. Solmssens arisierte Villa auf der Insel Schwanenwerder (Inselstr. 24–26) kaufte am 28. März 1938 Hitlers Leibarzt Theo Morell für 338.000 Reichsmark. Nach dem Krieg und anschließender Restitution kaufte 1961 der Verleger Axel Springer die Villa und ließ sie für einen Neubau abreißen.

## Zitat
Kurz nach dem Beginn der nationalsozialistischen Herrschaft äußerte er zutreffend, dass die Nationalsozialisten auf eine wirtschaftliche Vernichtung der Juden abzielten. In einem berühmt gewordenen Brief an Franz Urbig schrieb er am 9. April 1933:

„Lieber Herr Urbig, Die Ausstoßung der Juden aus dem Staatsdienst, die nunmehr durch Gesetz vollzogen ist, drängt die Frage auf, welche Folgen sich an diese, auch von dem gebildeten Teil des Volkes gleichsam als selbstverständlich hingenommenen Maßnahmen für die private Wirtschaft knüpfen werden. Ich fürchte, wir stehen noch am Anfang einer Entwicklung, welche zielbewusst, nach wohlaufgelegtem Plane auf wirtschaftliche und moralische Vernichtung aller in Deutschland lebenden Angehörigen der jüdischen Rasse, und zwar völlig unterschiedslos, gerichtet ist. Die völlige Passivität der nicht zur nationalsozialistischen Partei gehörigen Klassen, der Mangel jedes Solidaritätsgefühls, der auf der Seite derer zu Tage tritt, die bisher in den fraglichen Betrieben mit jüdischen Kollegen Schulter an Schulter gearbeitet haben, der immer deutlicher werdende Drang, aus dem Freiwerden von Posten Nutzen zu ziehen und das Totschweigen der Schmach und des Schadens, die unteilbar all denen zugefügt werden, die obgleich schuldlos, von heute auf morgen die Grundlage ihrer Ehre und Existenz vernichtet sehen – alles dieses zeigt eine so hoffnungslose Lage, dass es verfehlt wäre, den Dingen nicht ohne jeden Beschönigungsversuch ins Gesicht zu sehen.“